# Apatidelia acuminata
Apatidelia acuminata är en nattsländeart som beskrevs av Charles William Leng och Yang 1998. Apatidelia acuminata ingår i släktet Apatidelia och familjen Apataniidae. Inga underarter finns listade i Catalogue of Life.